# Нью-Фріпорт (Пенсільванія)
Нью-Фріпорт (англ. New Freeport) — переписна місцевість (CDP) в США, в окрузі Грін штату Пенсільванія. Населення — 77 осіб (2020).

## Географія
Нью-Фріпорт розташований за координатами 39°45′34″ пн. ш. 80°25′40″ зх. д. / 39.75944° пн. ш. 80.42778° зх. д. (39.759375, -80.427873).  За даними Бюро перепису населення США в 2010 році переписна місцевість мала площу 1,72 км², уся площа — суходіл.

## Демографія
Згідно з переписом 2010 року, у переписній місцевості мешкало 112 осіб у 43 домогосподарствах у складі 31 родини. Густота населення становила 65 осіб/км².  Було 51 помешкання (30/км²).
Расовий склад населення:
| - 98,2 % — білих |

До двох чи більше рас належало 0,9 %. Частка іспаномовних становила 0,9 % від усіх жителів.
За віковим діапазоном населення розподілялося таким чином: 25,0 % — особи молодші 18 років, 59,8 % — особи у віці 18—64 років, 15,2 % — особи у віці 65 років та старші. Медіана віку мешканця становила 44,0 року. На 100 осіб жіночої статі у переписній місцевості припадало 77,8 чоловіків;  на 100 жінок у віці від 18 років та старших — 68,0 чоловіків також старших 18 років.
За межею бідності перебувало 35,7 % осіб, у тому числі 40,0 % дітей у віці до 18 років та 13,3 % осіб у віці 65 років та старших.
Цивільне працевлаштоване населення становило 24 особи. Основні галузі зайнятості: роздрібна торгівля — 25,0 %, мистецтво, розваги та відпочинок — 25,0 %, науковці, спеціалісти, менеджери — 12,5 %, виробництво — 12,5 %.